# Hölle

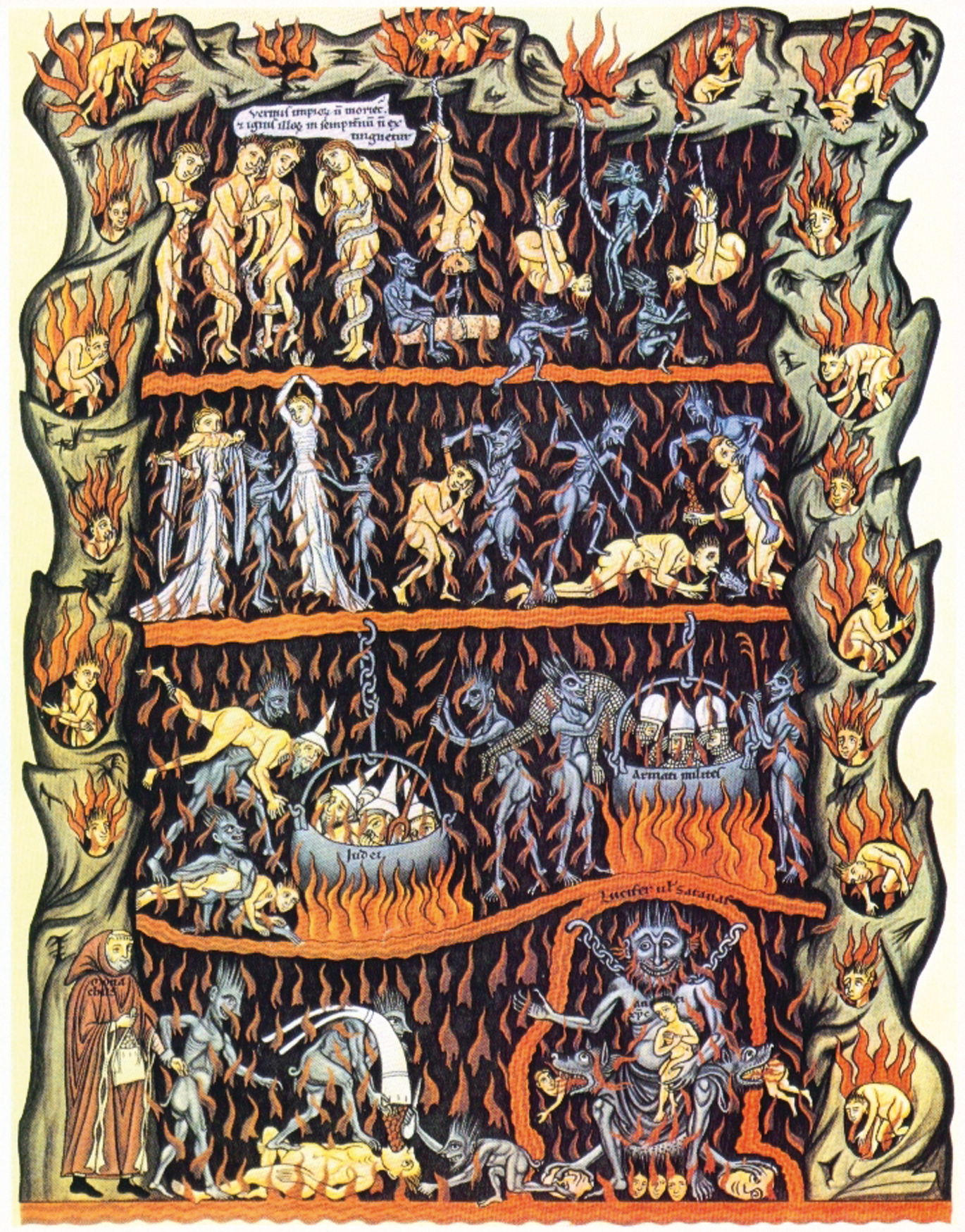
Hochmittelalterliche Darstellung der Hölle im Hortus-Deliciarum-Manuskript der Herrad von Landsberg (um 1180)

Die Hölle ist nach den Auffassungen zahlreicher Religionen ein unwirtlicher, jenseitiger Ort der Bestrafung für, dem jeweiligen Glauben als verboten geltende, im Diesseits begangene Taten. Je nach Glaubensauffassung wird sie als Ort der Vernichtung, der Läuterung oder der ewigen Verdammnis des Verstorbenen gedacht. Nach traditionellen Vorstellungen des Christentums ist sie ein Ort der Qual, an welchen Übeltäter nach dem Tod gelangen, bevölkert von Dämonen und dem Teufel. In modernen christlichen Glaubenslehren ist diese Vorstellung allerdings in verschiedener Weise modifiziert oder auch ganz fallen gelassen worden.

## Etymologie
Das Wort Hölle – althochdeutsch hell(i)a, mittelhochdeutsch helle, altsächsisch hellja, altfriesisch helle, hille, angelsächsisch hell, altnordisch hel, gotisch halja – geht auf die germanische Sprachwurzel *hel, *hal „verbergen“ zurück. Entsprechend bedeutet in der altnordischen Mythologie der Name der Todesgöttin Hel und der gleichnamige Ort in der Unterwelt ursprünglich „[die] Bergende“, „[die] [die Toten] Aufnehmende“.
Die in den romanischen Sprachen verbreiteten Varianten wie italienisch inferno, spanisch infierno oder französisch enfer gehen auf das lateinische infernus zurück, das sich von inferus, „unten“, „unterirdisch“, ableitet.

## Monotheistische Religionen

### Christentum

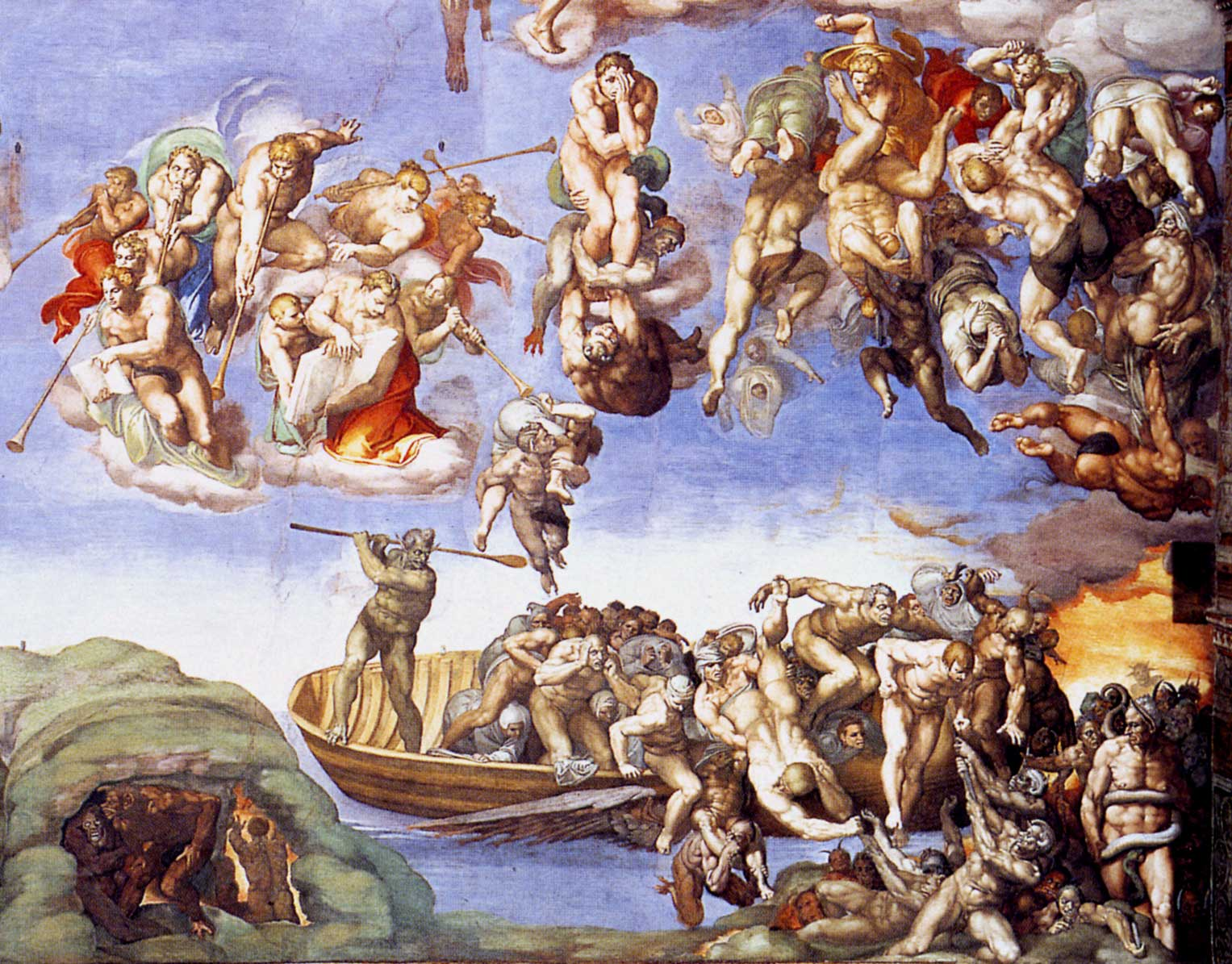
Michelangelo: Die Verdammten werden in die Hölle gestürzt (Ausschnitt des Jüngsten Gerichtes), 1536–1541

#### Überblick
Im Christentum wird die Existenz einer Hölle gelehrt. Dabei gibt es viele unterschiedliche Vorstellungen, was damit gemeint sei. Traditionell ist sie ein jenseitiger Ort ewiger Verdammnis, an den die Seelen der Missetäter nach dem Jüngsten Gericht gelangen. Sie steht im Gegensatz zu einem Ort absoluter Glückseligkeit (Paradies, ewiges Leben, Himmel). Das Purgatorium (Fegefeuer) nimmt als ein Ort der Läuterung eine Zwischenstellung ein.
In den Texten des Neuen Testaments spricht Jesus Christus von einem Ort der Verdammnis, wenn er etwa vor Feuer warnt (Mt 5,22–29f ; Mt 13,36-43 , Mt 13,47–50 ), vor der Finsternis, in der Heulen und Zähneklappern herrschen (Mt 8,12 ) und vor dem Tag des Gerichtes (Mt 10,15 ). Das Christentum sieht sich andererseits als Erlösungsreligion, nach der die der Sünde und dem Tod verfallenen Menschen durch den Sühnetod und die Auferstehung Jesu Christi gerettet werden. Im Lehren und Wirken Jesu und der Apostel (vgl. Gal 1,12 ) wird verkündet, dass Christus gekommen sei, um alle Menschen zu erlösen (Jes 45,23–24 , Phil 2,9–11 , Röm 14,11 , Offb 15,4 ).
Die Offenbarung des Johannes erwähnt das Gericht über alle Toten. Dem „Feuersee“ werden, nachdem alle nach ihren Werken gerichtet wurden, letztlich „der Tod und die Unterwelt“ übergeben. Offb 20,13–14 .
Die Hölle wird in der christlichen Ikonographie häufig als Höllenrachen, als lodernder Flammenort und Höllenberg dargestellt. Darstellungen der orthodoxen Kirchen kennen auch den Feuerfluss. Ikonen, die das jüngste Gericht darstellen, zeigen zugleich einen von Christus zu den Heiligen ausgehenden Strom von Licht und einen Strom von Feuer im unteren Teil, wo sich die Dämonen und diejenigen befinden, „die niemals Reue gezeigt haben“.

#### Verschiedene Einflüsse, Entwicklung

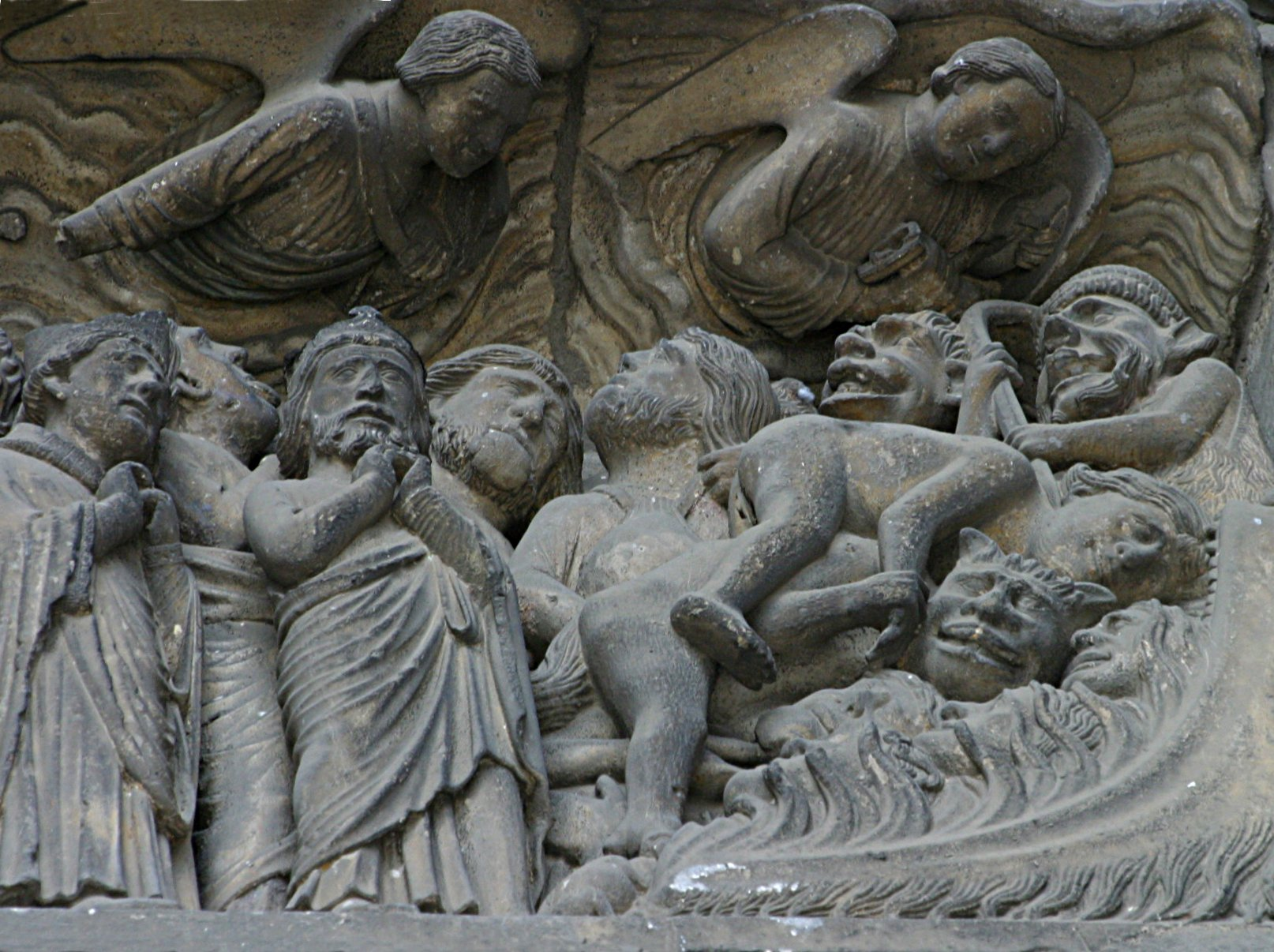
Figurengruppe am Südportal der Kathedrale von Chartres

Ebenso wie die wörtliche Lektüre der Offenbarung des Johannes prägte die apokryphe Offenbarung des Petrus des 2. Jahrhunderts stark die spätere mittelalterliche Vorstellung der Hölle als Ort der ewigen Strafen. Sie beschreibt diese detailliert, und dass die menschlichen Opfer teilweise sogar an der Bestrafung mitwirken können. Zwar wurde die Schrift nicht in den biblischen Kanon aufgenommen, einige Apologeten wie zum Beispiel Clemens Alexandrinus (150–215) sahen sie allerdings als ein Zeugnis des Apostels Simon Petrus an, so dass ihr Einfluss bedeutend war.
Viele Kirchenväter des ersten bis dritten Jahrhunderts (zum Beispiel Klemens von Rom, Ignatius von Antiochien, Justin der Märtyrer, Irenäus von Lyon, Tertullian und später Augustinus von Hippo) beschreiben eine ewige Hölle in unterschiedlicher Form. Auch in den nachbiblischen Apophthegmata Patrum, den volkstümlichen Aussprüchen der Wüstenväter, die großenteils aus dem christlichen Ägypten des 4. Jahrhunderts stammen, finden sich sehr drastisch-bildliche Schilderungen.
Manche frühen Theologen wie etwa Clemens von Alexandria (150–215) und Origenes (185–254) lehrten die Allaussöhnung, das heißt die Rückkehr aller Geschöpfe zu Gott, was auch von einigen Kirchenvätern des vierten und fünften Jahrhunderts aufgenommen wurde, etwa von Basilius dem Großen, Gregor von Nyssa, Gregor von Nazianz, Didymus dem Blinden, Eusebius von Caesarea, Diodor von Tarsus und Theodor von Mopsuestia. Durch die Liturgie des Letzteren wurde die Apokatastasis (Allaussöhnung) in die Assyrische Kirche übernommen. Von der katholisch-orthodoxen Reichskirche wurde diese Sichtweise abgelehnt. In einem lokalen Konzil wurde die Allversöhnungslehre 543 verurteilt, beeinflusst durch das von Kaiser Justinian I. verfasste Liber adversus Origenem. Das Zweite Ökumenische Konzil von Konstantinopel im Jahre 553 verurteilte Origenes (Edikt contra Origenem) und verabschiedete den Kanon.

Im XVII. Artikel des Augsburgischen Bekenntnisses von 1530 formulierte die evangelisch-lutherische Kirche: 

„Auch wird gelehrt, dass unser Herr Jesus Christus am jüngsten Tage kommen wird, zu richten, und alle Toten auferwecken, den Gläubigen und Auserwählten ewiges Leben und ewige Freude geben, die gottlosen Menschen aber und die Teufel in die Hölle und ewige Strafe verdammen. Derhalben werden die Wiedertäufer verworfen, so lehren, dass die Teufel und verdammten Menschen nicht ewige Pein und Qual haben werden.“

Im Zusammenhang mit der Vorstellung einer Hölle ist auch die Interpretation von Extra ecclesiam nulla salus („Außerhalb der Kirche [gibt es] kein Heil“) von Bedeutung.

#### Hölle und ähnliche Begriffe in der Bibel, Übersetzungsprobleme
Die in der Bibel vorkommenden Begriffe Scheol, Gehenna und Hades wurden bzw. werden mit Hölle übersetzt, haben aber zumindest teilweise einen verschiedenen Bedeutungszusammenhang und Aussage.
Im Alten Testament (Ps. 16,10) kommt der Begriff Scheol vor. Dort passiert nach Aussagen des Buches Kohelet jedoch nichts: „Kein Tun ist, noch Berechnung, noch Erkenntnis, noch Weisheit im Sheol, wohin du gehen musst“ (Pred. 9,10; nach Buber), und „die Toten aber, sie erkennen nichts, und kein Lohn ist ihnen noch weiterhin, denn vergessen ist ihr Gedenken“ (Pred. 9,5). „Der Herr tötet und macht lebendig; er führt in den Scheol hinab und führt herauf“ (1. Samuel 2,6).
Der Hades des Neuen Testaments ist die griechische Übersetzung des hebräischen Scheol. Hades wurde (manchmal bis in die Gegenwart) mit dem Ausdruck Hölle übersetzt. Martin Luther übersetzte es fünfmal mit ‚Hölle‘ (u. a. Mat. 16,18), zweimal mit ‚Toten‘, zweimal mit ‚Totenwelt‘, einmal mit ‚sein Reich‘. Neuere Bibelausgaben übersetzen meist nicht mit 'Hölle', sondern ‚Totenwelt‘, ‚Unterwelt‘, ‚Grab‘, ‚Gruftreich‘ oder ähnlich.

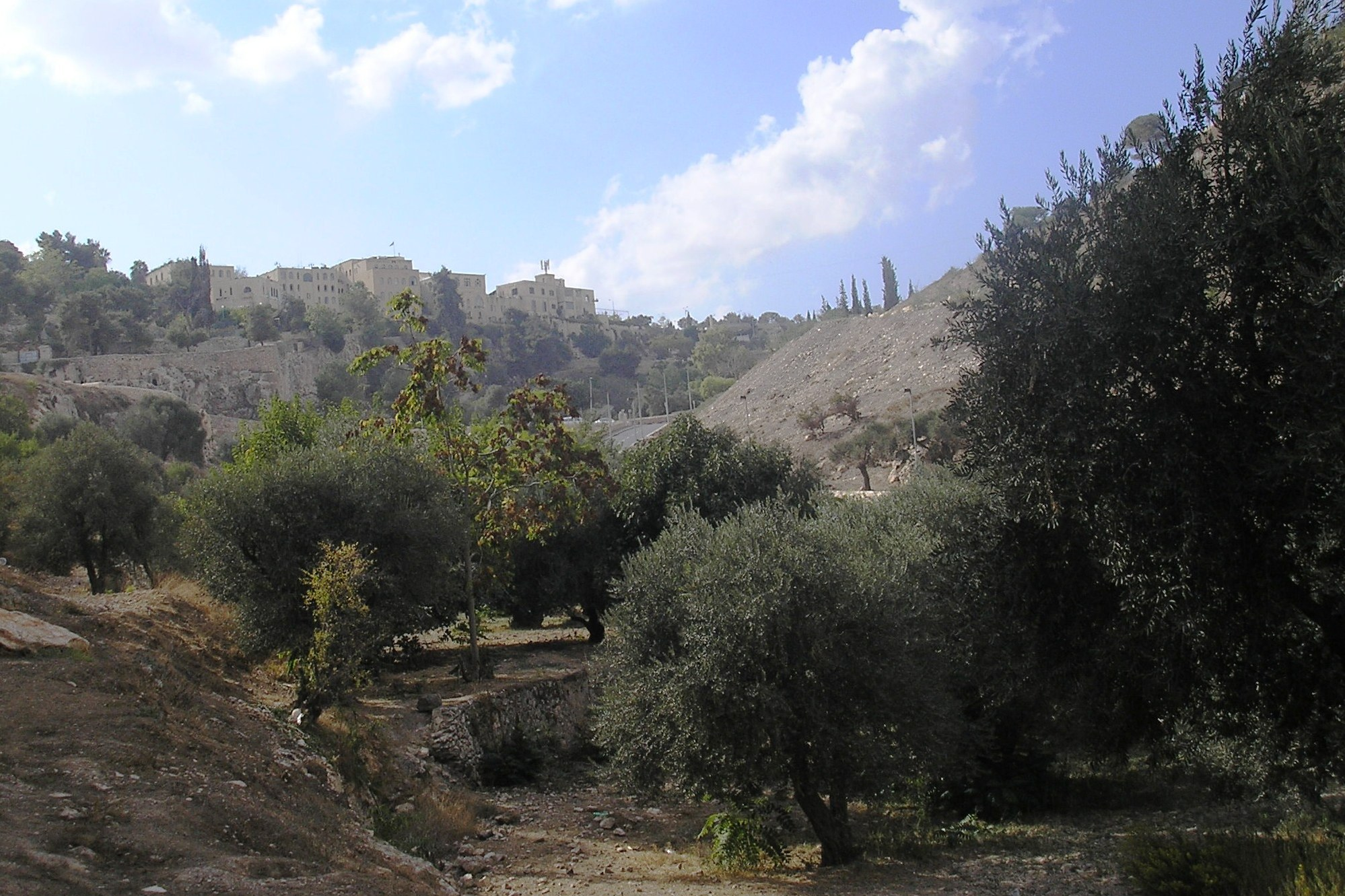
Das Tal Ge-Hinnom, Israel, 2007

Geenna (oder Gehenna) ist eine Ortsbezeichnung in hebräischer Sprache und bedeutet ‚Schlucht von Hinnom‘ (Ge-Hinnom). Diese Schlucht kann südlich der Jerusalemer Altstadt bis heute besichtigt werden. Zu alttestamentlicher Zeit wurden hier laut Bibel bei kultischen Handlungen dem Ammoniter-Gott Moloch Kinder geopfert (2. Könige 23,10). Diese Praxis wurde von den Israeliten unter der Regentschaft Salomos im 10. Jh. v. Chr. und des Königs Manasse im 7. Jh. v. Chr. in Krisenzeiten weitergeführt bis in die Zeit des babylonischen Exils (6. Jh. v. Chr.). Der Prophet Jeremia, der diesen Brauch scharf verurteilte, nannte das Tal „Schlucht der Umbringung“ (Jer. 7,31–32; 19,5–9). Gehenna wurde später zu einer zentralen Müllhalde, unter anderem um eine Wiedereinführung solcher Bräuche zu verhindern. Nach Ansicht mancher Forscher wurden zu Zeiten Jesu an diesem Ort auch die Leichen von Gesetzesübertretern nach ihrer Hinrichtung verbrannt. Die Vorstellung von brennenden Menschenleichen inspirierte demnach jüdische wie danach auch christliche Theologen, hier ein Bild für die „Hölle“ zu sehen. Luther übersetzte Geenna achtmal mit ‚Hölle‘ (u. a. Mat. 5,22,29,30; 18,9; Mk 9,43,45) und viermal mit ‚höllisch‘. Auch neuere Bibelübersetzungen behalten ‚Hölle‘ als Übersetzung von Geenna bei.

#### Kritik der Aufklärung und der Moderne
Seit dem Zeitalter der Aufklärung bis in die Gegenwart wird die Hölle als angstauslösende Vorstellungswelt kritisiert bzw. verworfen, die für weltliche Zwecke oder zur Unterwerfung der Gläubigen eingesetzt worden sei – mit Hilfe ihrer Furcht vor dem Tod und dem, was danach kommt. Bezeichnend ist der Satz, „die erfunden werden müsste, wenn es sie nicht gäbe“ (Nicolas Sylvestre Bergier in der Encyclopédie Française von Denis Diderot, im Jahr 1772).
Die Weltanschauungen der Theosophie und der Anthroposophie suchen einen Sonderweg. Die Menschen des 20. und 21. Jahrhunderts mit seiner rasanten Weiterentwicklung wissenschaftlicher Forschung und deren Ergebnissen lösen sich von hergebrachten religiösen Vorstellungen und beginnen, Lösungsansätze für die „Hölle auf Erden“ zu suchen.

#### Theologische Positionen im 20. Jahrhundert

##### Orthodoxe Kirchen
In den orthodoxen Kirchen werden Himmel und Hölle nicht als zwei verschiedene Orte, sondern als verschiedene Zustände gesehen, die derselben ungeschaffenen Quelle entsprängen und je nach den inneren Voraussetzungen des einzelnen Menschen als zwei unterschiedliche Erfahrungen erlebt würden.
Unter Verweis auf die Heilige Schrift und die Patristik, die das ungeschaffene Licht Christi als „verzehrendes Feuer und strahlendes Licht“ bezeichnet, würden nach der Wiederkunft Christi alle Menschen Christus in seinem ungeschaffenen Licht sehen, das für die einen die Auferstehung zum Leben bedeute, für die anderen die Auferstehung zum Gericht und zum Feuer. Himmel und Hölle seien auf diese Art nicht einfach Belohnung und Verurteilung, sondern die Art und Weise wie jeder dann den Anblick Christi erlebe, daher nähmen auch nicht alle in der gleichen Weise am Licht Christi teil, sondern unterschiedlich.

##### Römisch-katholische Kirche und evangelische Kirchen
Die Lehre der katholischen Kirche besagt, dass es eine Hölle gibt und diese ewig dauert. Die katholische Kirche versteht den Begriff Hölle als den selbstverschuldeten endgültigen Ausschluss eines Menschen aus der Gemeinschaft mit Gott, also die Erfahrung letzter Sinnlosigkeit. („Ferne von Gott“). So etwa Papst Johannes Paul II. Nichtchristen guten Willens kommen nach katholischer Lehre nicht in die Hölle (KKK 847). Der Katechismus der Katholischen Kirche behandelt die Hölle im zweiten Teil des ersten Abschnitts (Das Christliche Glaubensbekenntnis), dort drittes Kapitel, Abschnitt 12 („Ich glaube das ewige Leben“) unter IV: Die Hölle.

„In Todsünde sterben, ohne diese bereut zu haben und ohne die barmherzige Liebe Gottes anzunehmen, bedeutet, durch eigenen freien Entschluß für immer von ihm getrennt zu bleiben. Diesen Zustand der endgültigen Selbstausschließung aus der Gemeinschaft mit Gott und den Seligen nennt man ‚Hölle‘.“

Einige katholische Theologen wie (undeutlich) Hans Urs von Balthasar oder (schärfer) Gisbert Greshake versuchten eine theologische Vermittlung zwischen Allerlösungstheorie und definitivem Höllendogma: Demnach gibt es zwar die Hölle als „reale Möglichkeit“ (Karl Rahner), aber sie könnte „am Ende leer“ sein, denn niemals wurde die ewige Verdammnis eines bestimmten Menschen verbindlich gelehrt.
Hans Küng schließt sich der Position von Gisbert Greshake an: Die Hölle sei kein bestimmter Ort und keine bestimmte Zeit, sondern gemeint sei der Moment der Begegnung eines sterbenden Menschen mit Gott. In diesem Moment begegne der unfertige und unvollkommene Mensch dem heiligen, unendlichen, liebevollen Gott. Diese Begegnung sei zutiefst beschämend, schmerzhaft und deswegen reinigend. Das Wort Fegefeuer sei eine falsche Übersetzung des lateinischen Wortes purgatorium (Reinigung). Moderne evangelische Theologen vertreten oftmals ebenfalls diese Position. Ähnlich sieht das – im Anschluss an Rudolf Bultmanns Darstellung, wonach Jesus die Höllen-Drohworte erst nach seinem Tod in den Mund gelegt worden seien – die katholische Theologin Uta Ranke-Heinemann.
In der derzeitigen theologischen Hauptrichtung wird auch gegen die Angstdrohung einer Strafe oder der Verdammnis Position bezogen, weil sie nicht mit Aussagen der Bibel oder mit den Eigenschaften Gottes wie Liebe, Barmherzigkeit und Gerechtigkeit vereinbar sei. Nach dieser Anschauung verkünde das Neue Testament statt wie auch immer gearteter Höllenqualen die frohe Botschaft der Versöhnung aller oder zumindest der meisten Menschen mit Gott.
Andere Theologen wiederum meinen, es sei nicht vertretbar, die Existenz einer Hölle zu leugnen. Sie müsse ebenso gelehrt werden wie die Möglichkeit des Menschen, durch Hinwendung zu Jesus Christus gerettet zu werden. In dieser Tradition steht auch die Aussage des Papstes Benedikt XVI., der 2007 in seinem stark beachteten Jesusbuch sagte, dass Jesus Christus gekommen sei, um uns zu sagen, dass er uns alle im Paradies haben wolle. Die Hölle, von der man in unserer Zeit so wenig spräche, existiere und sei ewig für jene, die ihre Augen vor Jesu Liebe verschlössen. Bereits in seinem Buch Einführung in das Christentum aus dem Jahr 1968 befasste sich Ratzinger mit der christlichen Definition des Begriffes Hölle als Ort der Einsamkeit, an den keine Liebe mehr dringen kann.
In der ökumenischen Fassung des Apostolischen Glaubensbekenntnisses von 1971 wurden die Worte der lateinischen Fassung „descendit ad inferos“, die Luther mit ‚niedergefahren zur Hölle‘ übertragen hatte, ersetzt durch ‚hinabgestiegen in das Reich des Todes‘.
Neben der Höllenlehre werden seit Beginn des Christentums auch zwei andere theologische Denkschulen vertreten. Dies sind die Auslegungen der Allaussöhnung (Gott führt alle Menschen zu sich) und des Annihilationismus (Ungläubige werden vernichtet).

##### Einzelne christliche Gruppierungen
Strikte Richtungen des Calvinismus in der Tradition von Augustinus von Hippo lehren, dass Gott in völlig freier und unerforschlicher Entscheidung nur einige Menschen zum Himmel und die anderen zur Hölle vorherbestimme (Prädestinationslehre). Die schicksalhafte Belastung der Menschen mit der Erbsünde schließe den freien Willen aus. Nur noch der von Gott eingegebene Glaube an das Selbstopfer und die Herrschaft Jesu Christi als dem Lamm Gottes und an dessen Auferstehung sei der Weg, um gerettet zu werden.
Andere Konfessionen, z. B. die anglikanische Kirche, methodistische und wesleyanische Kirchen und viele moderne reformierte Kirchen lehren, dass der Mensch auf Gottes Gnade frei antworten müsse, um gerettet zu werden, und daher das Heil der Seele letztlich doch mit vom Menschen abhinge (ebenso die katholische Kirche).
Die Swedenborgianer lehren, dass sich jede Seele nach dem Tod zu der gleichgesinnten Gruppe geselle, in welcher sie sich am wohlsten fühle, weshalb sie die Hölle nicht als Ort des Leids, sondern der Glückseligkeit für die Seelen derer ansehen, welche sich an Bösartigkeit erfreuen.
Der Katechismus der Episkopalkirche der Vereinigten Staaten von Amerika lehrt, dass die Hölle den Zustand des ewigen Todes in der Ablehnung Gottes bezeichne.
Die Kirche Jesu Christi der Heiligen der Letzten Tage (Mormonen) bezeichnet als Hölle zwei unterschiedliche Orte: zum einen den Ort der Ungehorsamen Geister in der Geisterwelt (wenn diese dort umkehren, kommen sie in eines der drei Reiche der Herrlichkeit), zweitens den Ort, wo Menschen, die den heiligen Geist trotz besseren Wissens leugnen, sein würden, manchmal auch als „äußere Finsternis“ bezeichnet. Diese ewig Verdammten werden „Söhne des Verderbens“ genannt. Die „Sünde wider den Heiligen Geist“ setzt, nach mormonischer Auffassung, allerdings so viel Erkenntnis voraus, dass sie die meisten nicht begehen können. Als Beispiele hierfür gelten Satan und Kain.
Einige Gruppen der Adventbewegung, sowie die Bibelforscher, die Zeugen Jehovas und die Christadelphians lehren den Annihilationismus, wonach die Bösen beim Endgericht mit Leib und Seele vollständig vernichtet würden. In neuerer Zeit zeigten einige evangelikale Theologen, darunter der anglikanische Autor John Stott, für diese Lehre ein gewisses Maß an Sympathie.

### Judentum

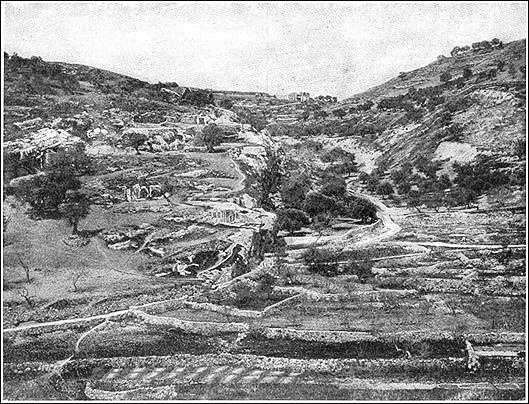
Das Tal von Ge-Hinnom um 1900

Im Judentum wird die Vorstellung von der Hölle erst greifbar in den apokryphen Schriften, die später nicht in den Tanach aufgenommen wurden, wie beispielsweise im Buch Henoch (entstanden zwischen 130 und 68 v. Chr.). Dort wird der Aufenthaltsort der Verstorbenen mit vier tiefen Hohlräumen beschrieben, von denen drei dunkel sind und einer hell. In den dunklen Räumen wären die Sünder, die helle Abteilung sei für die Gerechten. Die Ungerechten würden von Engeln zu einem Platz gebracht, um für das Gericht vorbereitet zu werden. So heißt es: „Entsprechend der Taten der Bösen werden sie in lodernden Flammen brennen, schlimmer als Feuer“ (100.9) sowie „niemand wird ihnen helfen“ (100.4). „Und sei dir bewusst, dass sie [die Engel] eure Seelen in den Sheol [hebr. für „Hades“] bringen werden und sie [die Seelen] werden Böses erleiden und eine schwere Prüfung durchzustehen haben, in Dunkelheit, Fesseln und brennenden Flammen“ (103.7).

„Der jüdische Glaube hatte trotz seines rein monotheistischen Fundaments und monotheistischen Grundgedanken bereits in seiner biblischen Epoche mystische Bilder, die dem Glauben an den einzigen jüdischen Gott fremd sind.“

So wandelten sich viele ursprünglich ganz anders belegte Begriffe der hebräischen Bibel wie Gehenna (21.10) und Sheol zu Bezeichnungen für verschiedene Orte, in denen Menschen mit Feuer gequält wurden, sofern sie sich im Leben etwas zu Schulden kommen ließen. Es wurden drei verschiedene Gruppen unterschieden (22.13): die Gerechten, die Sünder, die noch nicht im Leben bestraft wurden, und die „perfekten Kriminellen“ (die vollständig Bösen). Der Geschichtsschreiber Flavius Josephus (37–100 n. Chr.) schreibt in seiner Schilderung des Totenreichs vom Schoß Abrahams und der großen Kluft zwischen den verschiedenen Aufenthaltsräumen. In dieser ebenfalls apokryphen Abrahamslegende wird beschrieben, dass der Erzvater in den Sheol hinabsteigen und die Seelen der Ungerechten zu sich heraufholen dürfe, wenn sie genügend gebüßt und ihre Sünden gesühnt hätten.

„Zur speziellen Thematik der Höllenvorstellung muss man sagen, dass viele Phantasien vom Parsismus in das Judentum übergeströmt sind. Sie konnten aber den jüdischen Rationalismus nicht grundsätzlich erschüttern. Maimonides, der große Theologe und Philosoph (12. Jh), erklärt sie für aus pädagogischen Motiven hervorgegangene Erfindungen, um die noch unreife Menschheit zur Erfüllung der göttlichen Gebote anzuhalten. (...) Die mystischen Gedanken haben im Laufe der jüdischen Geschichte unterschiedliche Ausprägungen erfahren. Je nach Zeit und Person wurden sie mehr oder weniger ausgeschmückt. Die Kabbalisten haben in ihrer Phantasie ganze Welten geschaffen, wobei zwischen den jüdischen Mystikern und denen anderer Religionen kaum noch Unterschiede festzustellen sind.“

Maimonides führt in seiner Abhandlung zu Kapitel 10 (Perek Helek) des Mischnatraktates Sanhedrin aus, dass die Bestrafung der Ungerechten nicht in einer Verdammnis in der Hölle, sondern in ihrem Ausschluss vom ewigen Leben bestehe. Anders als die der Gerechten, würden ihre Seelen der Auferstehung der Toten nicht teilhaftig sein, sondern vernichtet werden. Diese Ausführungen sind auch Bestandteil der 13 Glaubenssätze des Maimonides (11. und 13.), welche von hoher Bedeutung für das orthodoxe Judentum sind.

### Islam

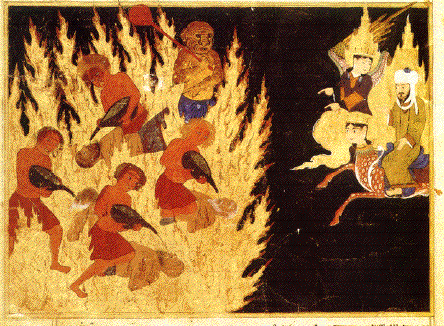
Islamische Darstellung der Hölle

Im Islam wird die Hölle als feuriger Abgrund gedacht, über den die schmale Brücke as-Sirāt in den Himmel führt. Alle Seelen der Toten müssen über diese Brücke gehen, und die Verdammten fielen in das Feuer hinunter, wenn sie nicht durch die Gnade Allahs erlöst würden. Für die Hölle gibt es im Koran etwa zehn verschiedene Bezeichnungen, die häufigsten unter ihnen sind „Feuer“ (arabisch نار nār) und Dschahannam. Das Feuer, welches die schlechten irdischen Taten symbolisiere, können die Verstorbenen bereits in der Barzach sehen, sodass, durch den auf diese Weise erlittenen seelischen Schmerz, die Möglichkeit einer Reinigung ihrer Seelen bestehe.
Im Koran ist wiederholt von Paradies und Hölle die Rede, so heißt es beispielsweise in Sure 23,103: „Diejenigen aber, die leichte Waagschalen haben, sind dann ihrer selbst verlustig gegangen. Sie werden ewig in der Hölle weilen“, und in Sure 11,106–107: „Die Unseligen werden dann im Höllenfeuer sein, wo sie laut aufheulen und hinausschreien, und wo sie weilen, solange Himmel und Erde währen, – soweit es dein Herr nicht anders will. Dein Herr tut, was er will.“ Eine sehr konkrete Vorstellung der Höllenstrafe findet sich in Sure 4,56: „Diejenigen, die nicht an unsere Zeichen glauben, die werden wir im Feuer brennen lassen: So oft ihre Haut verbrannt ist, geben wir ihnen eine andere Haut, damit sie die Strafe kosten. Wahrlich, Allah ist allmächtig, allweise.“
Im Islam dauert die Hölle nicht wie im Christentum unabänderlich ewig, sondern nur solange, wie Allah es will (Sure 6,128 und Sure 11,107). Auch hier werden verschiedene Grade der Pein unterschieden, abhängig von den Taten auf der Erde, wobei das diesseitige Leben als Prüfung gesehen wird und Himmel und Hölle als deren Konsequenzen. Ein bekanntes Prophetenwort besagt, es seien mehr Frauen als Männer in der Hölle. Nach Ulrike Mitter war diese Annahme schon in der zweiten Generation des Islam weit verbreitet.
Im modernen Islam gibt es theologische Positionen, nach denen die koranischen Aussagen zur Hölle nicht wörtlich zu nehmen, sondern als Gleichnisse zu verstehen sind. So meint zum Beispiel Mouhanad Khorchide, der Leiter des Zentrums für Islamische Theologie (ZIT) an der Universität Münster, die Hölle sei kein Ort, an dem Gott Rache an den Menschen nehme, sondern sie stehe „symbolisch für das Leid und die Qualen, die der Mensch im Laufe seines Lebens erleidet.“

### Bahaitum
Im Bahaitum werden die konventionellen Beschreibungen von Hölle und Himmel als symbolische Repräsentationen von spirituellen Zuständen betrachtet. Nach den Bahai-Schriften ist die Nähe zu Gott gleichbedeutend mit dem Himmel, während die Ferne von Gott der Hölle gleichkommt. Dem Stifter des Bahaitums, Bahāʾullāh, zufolge, strebe die Seele des Menschen auch nach dem Tod nach der Gegenwart Gottes, bis sie diese letztendlich erreichen werde.

### Mandäismus
Die Mandäer glauben an eine Läuterung der Seelen im Inneren des Leviathan, welcher von ihnen auch als Dämon Ur bezeichnet wird. Dort befänden sich Wachthäuser (sogenannte Mattarathas), in welchen die Seelen der Sünder so sehr gepeinigt würden, dass sie sich den zweiten Tod wünschten, welcher aber (noch) nicht über ihren Geist komme. Am Ende der Tage würden die Seelen jener Mandäer, welche geläutert werden konnten, aus Urs Rachen von Hibil befreit. Danach werde Ur, mitsamt der in ihm verbliebenen Seelen, ausgelöscht, da alle Dämonen und nichtgeläuterten Toten den zweiten Tod stürben, sodass „wer den Schmutz nicht von sich abstreift, erlischt […] und zu Grunde“ gehe, „als ob er nie dagewesen wäre.“

## Andere Religionen und Kulturen

### Altes Mesopotamien
Im alten Mesopotamien bestand der Glaube an das Totenreich Irkalla, nach welchem das dortige Befinden des Verstorbenen allerdings nicht von dessen irdischen Taten, sondern der Art seiner Beerdigung abhängig sei.

### Altes Ägypten
Im altägyptischen Glauben war am Ende des Lebens die Reise nach Sechet-iaru, dem Lichtland im Totenreich, das Ziel. Das Totenreich ist in mehrere Bereiche aufgeteilt, beispielsweise in die Duat und die Vernichtungsstätte Hetemit. In der dunklen Region der Vernichtungsstätte mangelt es an allem, an Wasser, Brot und Licht. Dämonische Wesen schlagen Köpfe ab, trennen Hälse vom Rumpf, reißen Herzen aus der Brust, richten Blutbäder an. Nur das Bestehen des negativen Sündenbekenntnisses in der Halle der Vollständigen Wahrheit, dem Sitzungsort des Totengerichtes, konnte die Verbannung in die Vernichtungsstätte verhindern.

### Altes Persien
In der mittelpersischen Literatur werden eine Hölle (dushox) und eine Art Fegefeuer (hammistagan) genannt. In der Vorstellungswelt des Zoroastrismus gibt es am Ende der Welt eine Schlacht zwischen den Kräften des Lichts und den Kräften der Finsternis. Für Gläubige, die sich den Dogmen von Zarathustra angeschlossen hatten, gab es in diesem „Jüngsten Gericht“ die Möglichkeit, sich den „Geistern des Lichts“ anzuschließen und damit gerettet zu werden, oder als Ablehnende dieser Weltsicht zusammen mit dem bösen Geist Ahriman und den gefallenen Engeln, weiblichen Schutzgeistern, die versagt hatten, in einem Feuerschlund in Pech und Schwefel zu versinken (siehe auch: Fraschokereti).

### Griechische und römische Mythologie
In der griechischen und römischen Mythologie gelangten die Verstorbenen, wenn sie rituell bestattet wurden und den Fährmann Charon bezahlen konnten, über den Totenfluss in die Unterwelt – andernfalls mussten ihre Seelen hundert Jahre lang an den Ufern des Flusses umherflattern, bis Charon ihnen doch die Überfahrt gestattete. Für besonders schwere Frevler existierte, nach Auffassung einiger antiker Autoren, im tiefsten Teil der Unterwelt der Tartaros, der von einer Mauer umschlossen war. Zeus hatte in den Tartaros die Titanen verbannt, auch Arke, Tantalos, Sisyphos, Tityos, Ixion (König der Lapithen), Oknos, Phlegyas, Salmoneus, die Aloiden und die Danaiden. In der platonischen Seelenlehre stellt der Tartaros einen Strafort für die Ungerechten dar, in welchem der Aufenthalt, je nach Schwere der Schuld, vorübergehend oder ewig sei.

### Germanische Mythologie
In den germanischen Mythen gab es in der Unterwelt einen kalten, eintönigen Ort, beherrscht von der Todesgöttin Hel. Der Ort wurde ebenfalls Hel genannt. Er lag im Gebiet Niflheim und wurde durch den Fluss Gjọll begrenzt. In der Edda wird der Náströnd („Leichenstrand“) als Strafort innerhalb Hels beschrieben.

### Hinduismus

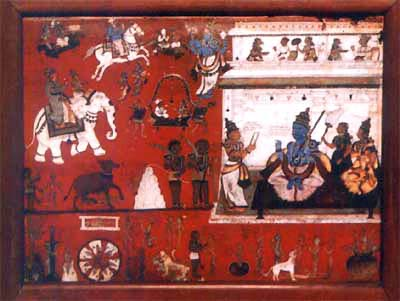
Gericht und Hölle des Yama, dem Todesgott im Hinduismus. Die blaue Figur ist Yama, in Begleitung von Yami und Chitragupta.

Im Hinduismus spielt die Vorstellung von Hölle (Naraka) eine untergeordnete Rolle. Trotzdem kennt die indische Mythologie verschiedene schreckliche Höllen, die nach dem Glauben mancher Hindus einen Teil des unendlichen Kreislaufs der Reinkarnation darstellen. Demnach erfährt der Verstorbene hier so lange großes Leid, bis sein schlechtes Karma, die negativen Folgen seiner Taten, verbraucht ist. Nach einiger Zeit kehrt das Individuum auf die Erde zurück, um wieder und wieder geboren zu werden – bis zur endgültigen Erlösung (moksha).
Der Aufenthalt in der Hölle wird innerhalb fast aller Richtungen des Hinduismus nicht als ewige Verdammnis, sondern als vorübergehender Prozess angesehen. Einzige Ausnahme bildet hierbei die Dvaita-Vedanta des Hindu-Philosophen Madhva. Zwar sieht auch Madhva den Aufenthalt in der Hölle für Sünder wie Diebe und Trunkenbolde als zeitlich begrenzt an, was aber nicht für jene gelte, welche ewigen Hass gegen Gott, die Dvaita-Gurus oder die Veden hegen. Dabei handle es sich um die Seelen der schlechtesten Menschen und eine Reihe böser Geister, darunter der Dämon Kali, welcher das schlechteste aller Wesen sei. Sie würden in den Höllenbereich Andhantamas herabsinken, der auch nach dem Weltuntergang unabhängig von jedem Kalpa bestehen bleibe. Die dortigen Qualen seien so schlimm, dass die Verdammten ihre Intelligenz und ihr Sehvermögen verlieren würden, was nach Ansicht mancher Dvaita-Anhänger allerdings ein Zeichen universeller Güte sei, weil dies dem Naturell der Verdammten entspreche, so wie der Niembaum bittere Mineralien zum Gedeihen bevorzuge.
Beschreiben einige indische Schriften die Höllen als Ort der Qual und den Himmel als freudvollen Ort, sprechen andere von geistigen Eigenschaften und Bewusstseinszuständen, den Gunas. So erklärt Krishna in der Uddhavagita, einem Teil des Bhagavatapurana (Kap. 19.42–43): „Hölle ist das Ausdehnen von Tamas (Trägheit, geistige Dunkelheit). Himmel ist das Ausdehnen von Sattva (innere Harmonie, Einheit mit dem Selbst).“

### Buddhismus

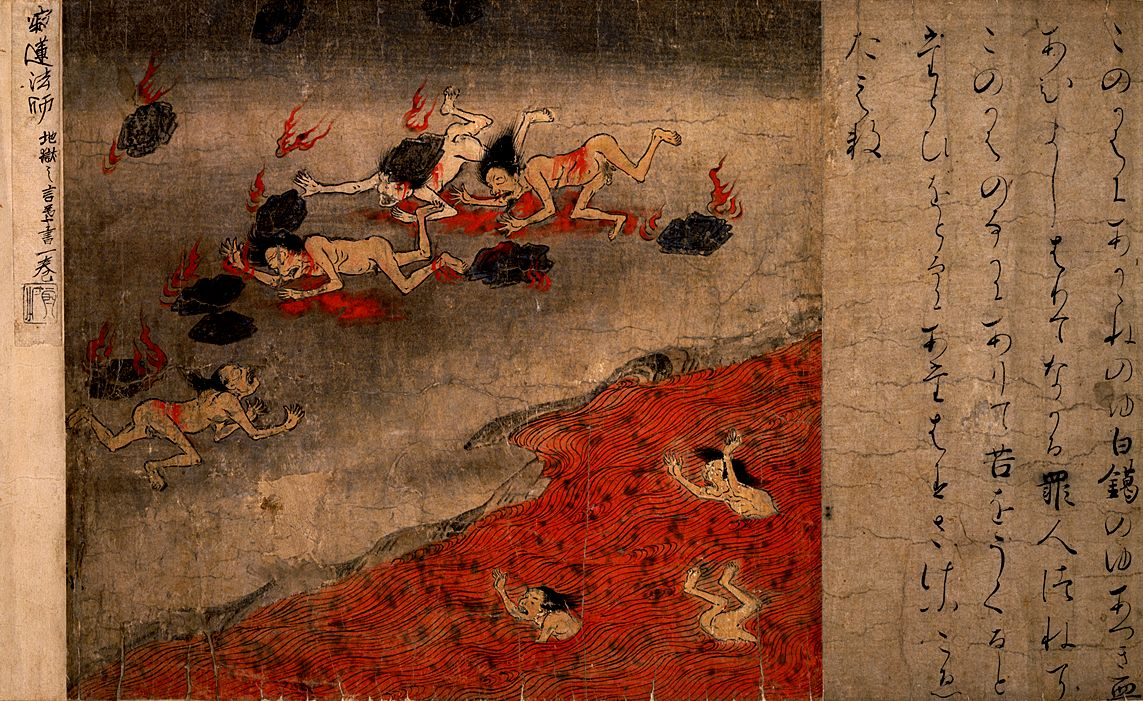
Illustration der japanisch-buddhistischen Hölle (jigoku): der Blutteich, ein Frauen vorbehaltener Teil. Späte Heian-Zeit, 12. Jh., Nationalmuseum Tokio

Der Buddhismus übernahm in modifizierter Form die hinduistischen Vorstellungen von Wiedergeburt und Hölle (gleiches gilt auch für den Jainismus und den Sikhismus). Ähnlich wie im Hinduismus dienen auch hier die Qualen, die ein Sünder in den jeweiligen „Bestimmungen“ erleidet, dazu, diese Daseinsfaktoren zu reinigen und zu befreien, indem er dort den allgemeinen Satz „Alles Leben ist Dukkha“ sehr viel leichter einsehen kann als in dieser Welt. Dadurch kann er dann auf einer höheren Ebene wiedergeboren werden. Der niedrigste der sechs Daseinsbereiche des buddhistischen Lebensrades ist der „Bereich der Hölle“. Wie auch vieles andere im Buddhismus werden solche Lehren von vielen Buddhisten eher symbolisch verstanden. Die tiefste Ebene der buddhistischen Hölle wird Avici genannt.
Für die Vorstellungswelt im thailändischen Theravada-Buddhismus siehe Traibhumikatha.

### Tengrismus
In der Kosmogonie des Tengrismus gibt es drei Welten: Die himmlische Welt (Uçmag), die irdische Welt und die Unterwelt (Tamağ). Es gibt verschiedene Beschreibungen der Unterwelt, die meisten führen diese als heiß und feurig aus. Demnach würden dort die Verbrecher bestraft, bevor sie in das dritte Stockwerk des Himmels gebracht würden. Der Herr der tengristischen Unterwelt wird Erlik genannt. Des Weiteren wird von manchen Stämmen die Vorstellung vertreten, dass die Unterwelt zusätzlich von einem Wesen namens Tami Han bewacht werde.

### Fidschi-Religion
Der vorchristlichen Religion der Fidschianer zufolge musste ein Verstorbener, auf dem Pfad der Seelen (Sala Ni Yalo), mehrere Prüfungen bestehen. Unverheiratete Männer hätten dabei anscheinend keine Chance gehabt, da, selbst wenn sie der Großen Frau entkommen konnten, sie das Monster Nangganangga fressen würde, dem niemals zuvor jemand entflohen sei. Verheiratete Männer könnten den Pfad allerdings überleben, wenn sie den Pandamus-Baum und den riesigen bewaffneten Seelentöter überstehen sollten. Danach würden sie – falls es sich bei ihnen um wohlhabende Häuptlinge mit vielen Frauen, welche mehrere Städte zerstört, Feinde getötet und über einen mächtigen Stamm geherrscht hätten, handeln sollte – geraten bekommen, nicht zu versuchen, den See, der in die Unterwelt Murimuria führe, zu überqueren. Alle anderen würden daher dorthin gelangen, wo einigen von ihnen Bestrafung widerfahre, wenn sie in ihrem Leben keinen Feind getötet hätten, sich ihre Ohren nicht durchstechen ließen oder, als Frau, nicht tätowiert seien.

### Atheismus
Ohne den Glauben an ein durch einen Gott bewirktes Weiterleben der Seele nach dem körperlichen Tod entfällt meist die Frage, wohin die Seelen der Toten kommen.
Richard Dawkins bezeichnet die Vorstellung einer Hölle als Kindesmisshandlung. Nach Schmidt-Salomon sind Atheisten der Auffassung, ethisch korrektes Verhalten lasse sich durch Anwendung der Vernunft erzielen.

## Umfragen
Laut der European Values Study glaubte im Jahr 1999 ein knappes Drittel der rund 40.000 befragten Europäer an die Existenz einer Hölle; in Deutschland rund 15 %. Am stärksten ist der Glaube an eine Hölle in der Türkei (90 %), Nordirland (60 %), Rumänien und Polen (je 55 %) verbreitet, am wenigsten in Dänemark, Schweden, Tschechien und den Niederlanden (etwa 10 %). 
Laut einer Befragung von 1.003 Personen in Deutschland im März 2019 glauben 13 Prozent an die Existenz der Hölle.

## Künstlerische Darstellungen der Hölle

### In der Malerei

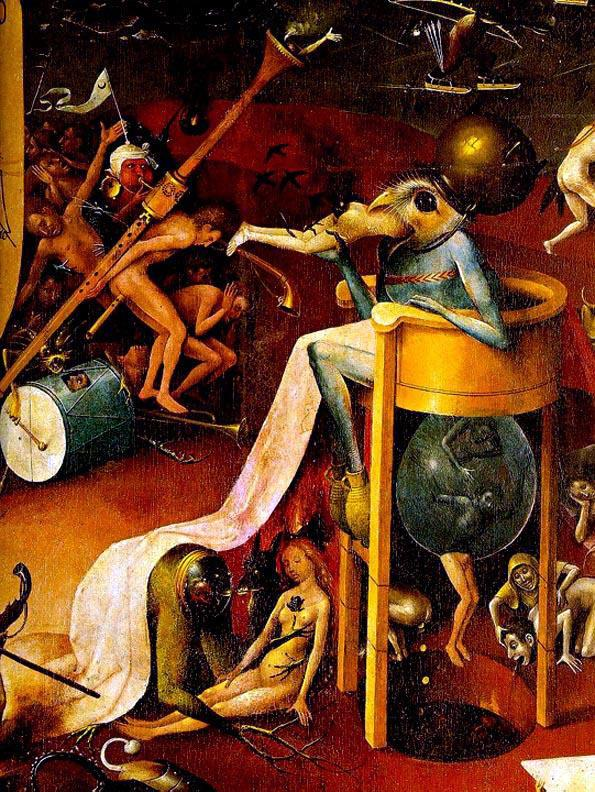
Hieronymus Bosch, Hölle, Ausschnitt aus dem Garten der Lüste

Die Hölle war über die Jahrhunderte Gegenstand der Malerei. Bekannte Darstellungen stammen von Hieronymus Bosch (1450–1516), Hans Memling (vermutlich 1433/1440–1494), Luca Signorelli (vermutlich 1445/50–1523), Peter Paul Rubens (1577–1640) und Sandro Botticelli (1445–1510).

### DantesGöttliche Komödie
Ebenso wurde die Hölle zum Thema literarischer Werke. Zu den bekanntesten zählt die Göttliche Komödie von Dante Alighieri aus dem 14. Jahrhundert.

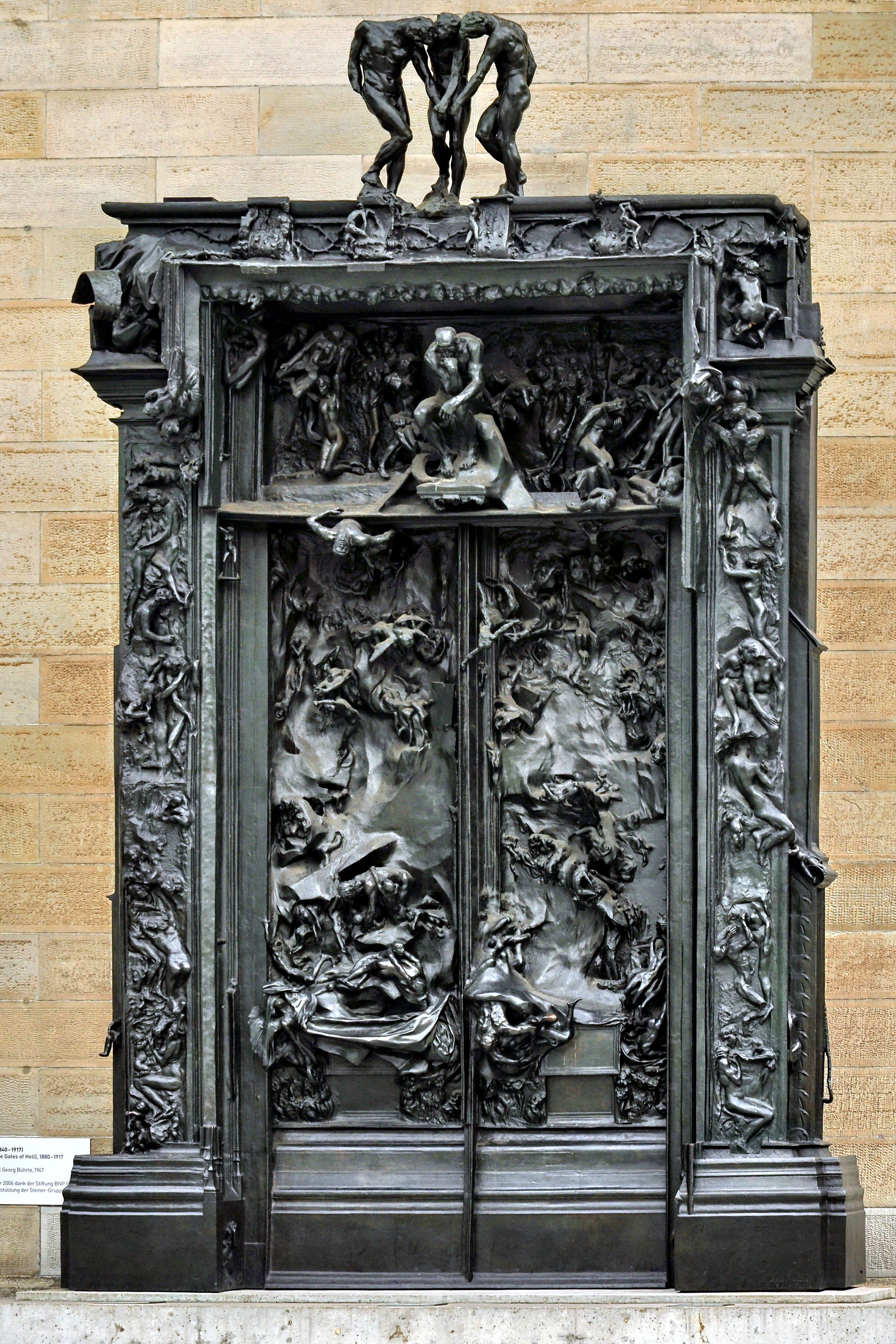
Auguste Rodin: „Das Höllentor“; nach Szenen aus dem Inferno der Göttlichen Komödie. Erster Bronzeguss des Portals (posthum, 1926), Musée Rodin

Dantes Hauptwerk Die Göttliche Komödie ist eine Art literarische Jenseitswanderung durch Hölle, Fegefeuer und Paradies. Die Hölle ist dort jener „Einschlagkrater“, den Satan bei seinem Sturz aus dem Paradies (Höllensturz) hinterlassen hat. In diesen Höllentrichter kommt man durch das Höllentor. Danach folgt zunächst eine Art Zwischenreich, wo diejenigen geplagt werden, die im Leben zu feige waren, sich zwischen Gut und Böse zu entscheiden. Nach der Passage des Höllenflusses Acheron folgt der Limbus, wo die tugendhaften Heiden in gramvoller Sehnsucht, aber ohne körperliche Leiden, ihr Schattendasein fristen. Im folgenden zweiten Kreis der Hölle werden die Wolllüstigen gepeinigt, im dritten die Schlemmer. Dann folgen die Kreise der Geizigen und Verschwender sowie der Jähzornigen und Trägen. Kreis 5 ist auch der Ort des Höllenflusses Styx und der Stadt Dis. Im sechsten Kreis hausen die Ketzer und Gottlosen, im siebten Mörder, Selbstmörder, Gotteslästerer, Sodomiten, Wucherer. Der achte Kreis ist Kupplern vorbehalten, Verführern, Schmeichlern, Huren. Außerdem sind hier versammelt: Korrupte in kirchlichen oder öffentlichen Ämtern, Simonisten, Zauberer, Wahrsager, Heuchler, Diebe, Räuber, falsche Ratgeber, Häretiker und Zwietrachtstifter. Im neunten Kreis, im Mittelpunkt der Erde, steckt schließlich der ärgste Teufel, Luzifer, und peinigt die schlimmsten Sünder der Menschheitsgeschichte: Judas, Cassius und Brutus, die Mörder und Verräter des himmlischen und irdischen Kaisers. Von dort gelangen Dante und sein Führer Vergil zur südlichen Hemisphäre und zum Purgatorium, nach dessen Durchwanderung schließlich in das Paradies.